# St. Michael (Niederdollendorf)

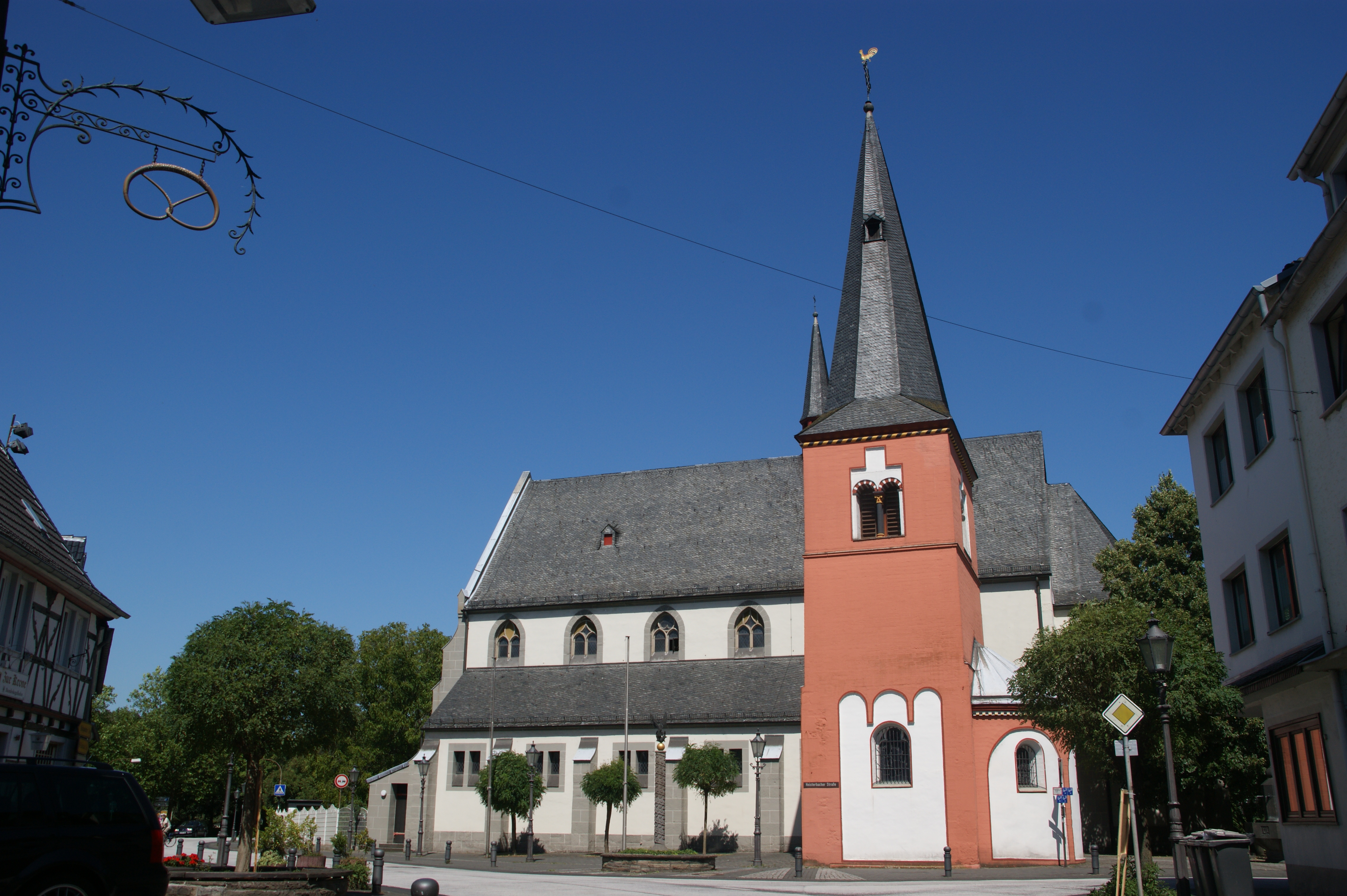
St. Michael, romanischer Chorturm mit Apsis (2009)

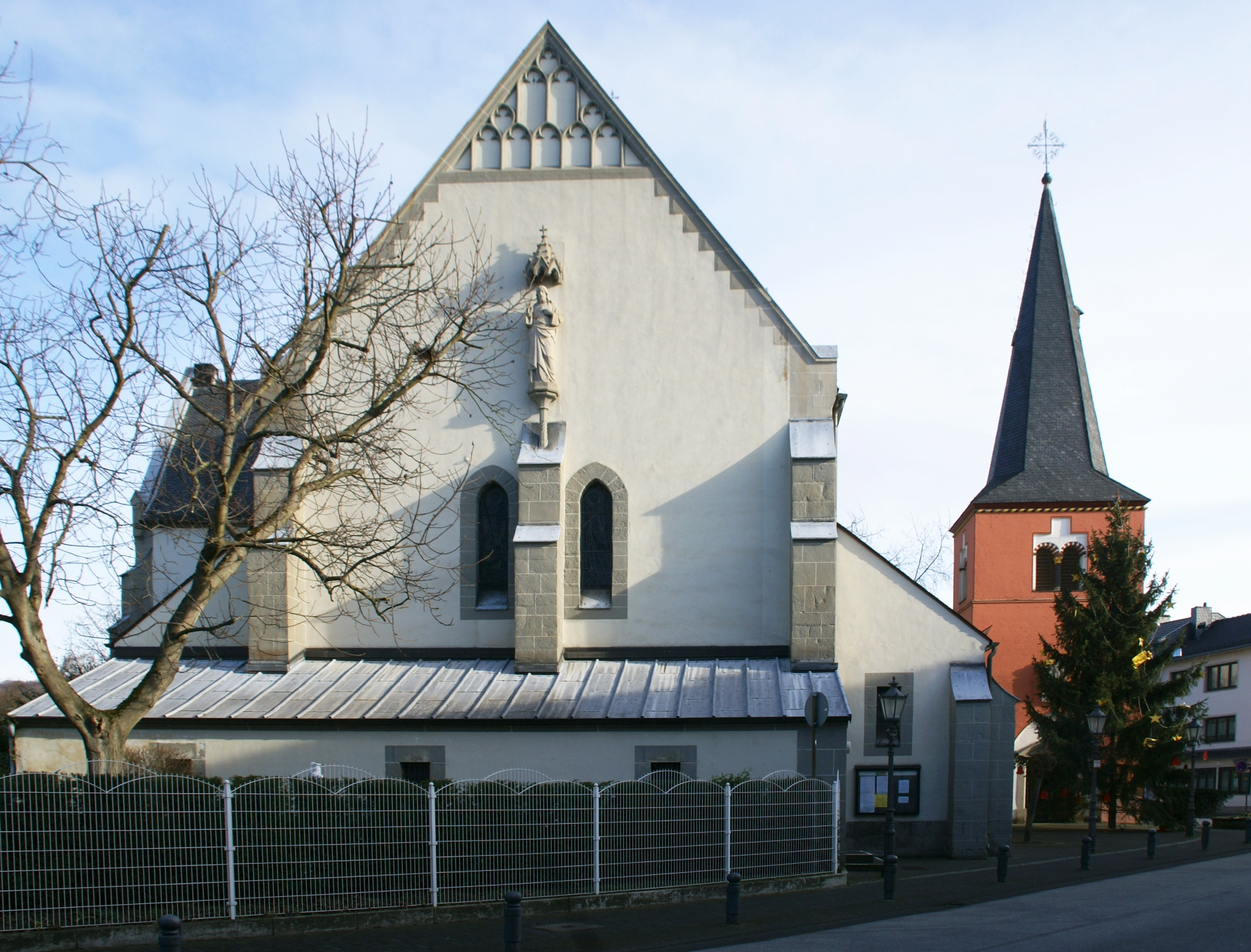
Frontseite des Kirchenschiffs (2014)

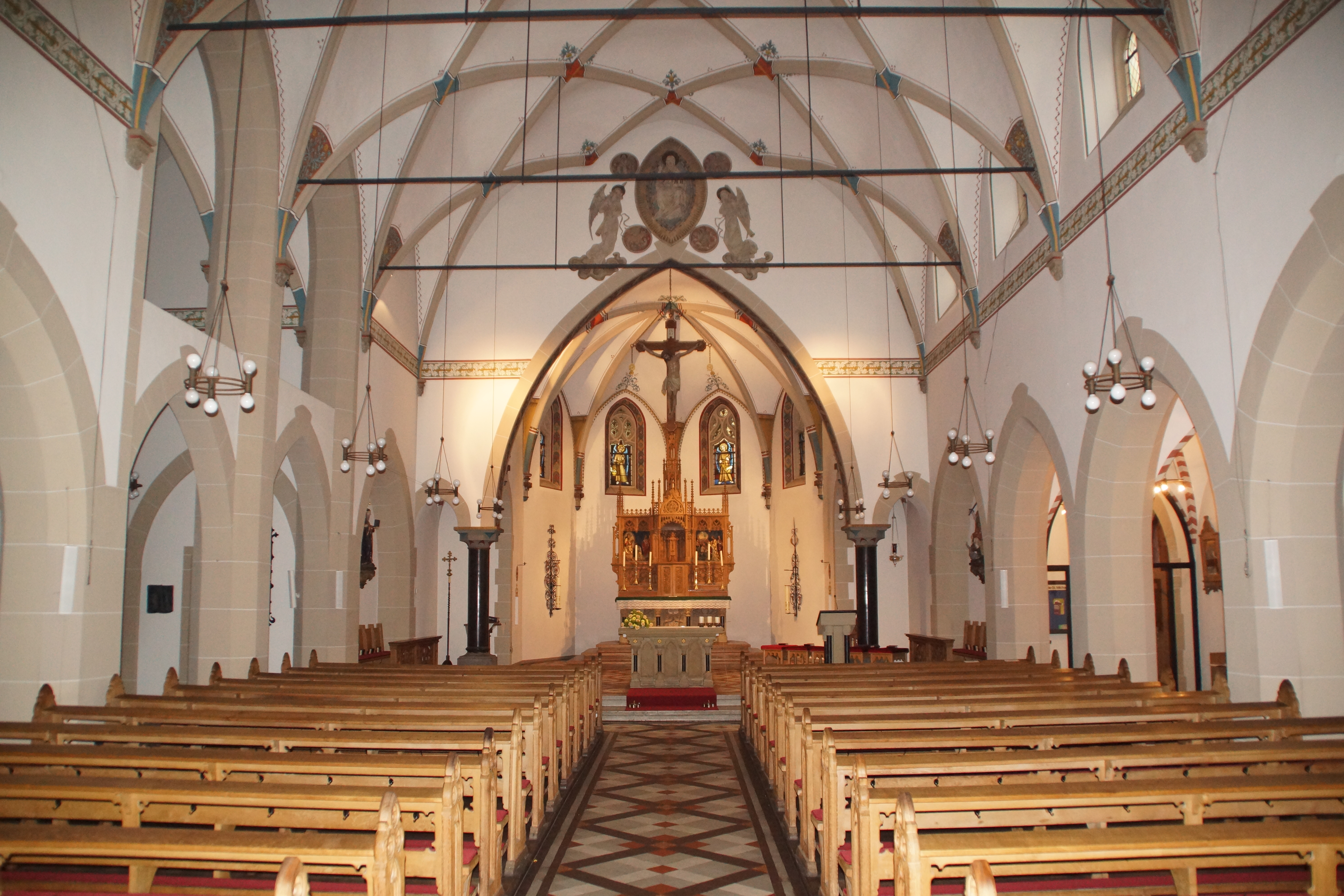
Innenansicht St. Michael (2012)

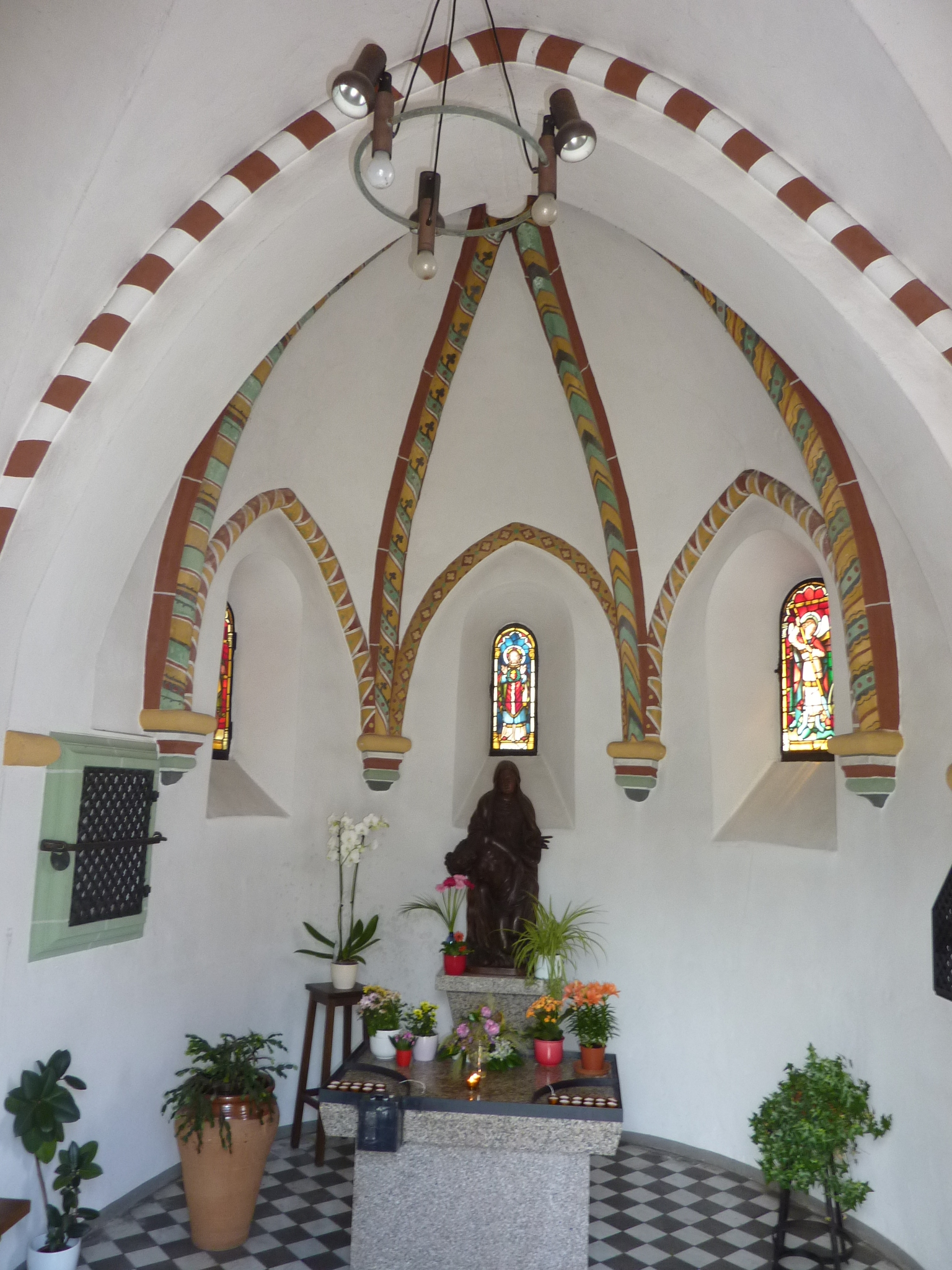
Innenansicht der romanischen Turmkapelle

Die römisch-katholische Pfarrkirche St. Michael in Niederdollendorf, einem Stadtteil von Königswinter im nordrhein-westfälischen Rhein-Sieg-Kreis, geht auf das Jahr 1911 zurück. Sie steht als Baudenkmal unter Denkmalschutz. Die Kirche liegt an der Einmündung der Heisterbacher Straße in die Hauptstraße.

## Geschichte
Ein erstes Gotteshaus in Niederdollendorf ist in einer Urkunde im Jahr 1144 als Besitz des Stiftes Vilich belegt. Um 1200 wurde eine neue spätromanische Kirche mit Chorturm errichtet. Der Entstehungszeitraum des erhaltenen Chorturms wird auf etwa 1230 datiert, er gehört in die Gruppe von Chorturmkirchen im Umfeld des Stiftes Vilich, zu dem auch die benachbarte Kirche St. Laurentius in Oberdollendorf gerechnet wird. Beim Bau der Kirche kam Latit vom Stenzelberg zum Einsatz. In den nachfolgenden Jahrhunderten übernahmen zeitweise Pfarrstellen in Oberdollendorf den Seelsorgedienst im benachbarten Niederdollendorf. Für 1672 ist der Neubau der Sakristei überliefert. 1689 wurde die Kirche im Zuge der Belagerung Bonns schwer beschädigt, 1691 der Wiederaufbau begonnen.
1788 brach man aufgrund der Folgen von Hochwasserschäden das mittelalterliche Langhaus ab. Ersetzt wurde es durch einen großen Saalbau, der sich durch eine Flachdecke und abgeschrägte Ecken kennzeichnete. 1880 wurde die Sakristei neugebaut, die sich zweigeschossig an der nördlichen Turmwand befand. Dieser dem Spätbarock bzw. Klassizismus zuzurechnende Kirchenbau umfasste drei große Rundbogenfenster an den Längsseiten und zwei an der Westseite. Zum Außenschmuck gehörte auch eine rundbogige Tür inklusive einer oberhalb befindlichen Bildnische. Nach Anlage eines neuen Friedhofs außerhalb des Dorfes im Jahre 1881 fand am 13. Dezember 1883 das letzte Begräbnis am unmittelbar nördlich der damaligen Saalkirche gelegenen Kirchhof statt.:19
1897 begannen Pläne für einen umfassenden Erweiterungsbau der Kirche, die mit Hilfe eines aus dem Nachlass des zwei Jahre zuvor verstorbenen Pfarrers begründeten Fonds vorangetrieben wurden. Im Sommer 1908 einigte man sich auf den Neubau eines Langhauses auf dem Grundstück des vormaligen Kirchhofs, im Frühjahr 1910 schrieb der Kirchenvorstand die erforderlichen Arbeiten aus. Der Neubau entstand in neugotischem Stil nach den Entwürfen des Kölner Architekten Theodor Roß; der alte Kirchturm wurde an ihn durch einen Verbindungsgang angebunden. Am 14. August 1910 fand die feierliche Segnung des Grundsteins statt, am 13. August 1911 erfolgte die Konsekration durch den Kölner Weihbischof Joseph Müller. 1920 wurde in das Untergeschoss des romanischen Turms ein nach Plänen des Bildhauers Karl Menser ausgeführtes Kriegerehrenmal für die Gefallenen des Ersten Weltkriegs eingebaut.:18
Gegen Kriegsende im März 1945 erlitt die Kirche durch Granattreffer schwere Beschädigungen am Dach sowie dem Innen- und Außenputz und einem Tragpfeiler. 1961 begann eine in mehreren Bauabschnitten durchgeführte umfassende Innen- und Außenrenovierung der Kirche, die erst im Jahre 1970 ihren Abschluss fand und mit der Beseitigung des Kriegerehrenmals einherging. 1984 wurde der Kirchvorplatz auf dem ehemaligen Grundstück des einige Jahre zuvor abgebrochenen alten Pfarrhauses mit gärtnerischen Anlagen neugestaltet. Seit 1989 steht westlich des Turms an der Straßenecke eine Säule mit einer Statue des drachentötenden Michaels und östlich des Turms ein Brunnen mit Bronzereliefs von Heiligen, beides Arbeiten aus der Werkstatt des Kölner Bildhauers Sepp Hürten.:20
Die Eintragung des Kirchengebäudes in die Denkmalliste der Stadt Königswinter erfolgte am 27. September 1989.

## Pfarrhaus
Das Pfarrhaus der Kirche befand sich unmittelbar neben dem Kirchhof, bis es 1799 verkauft und durch einen Neubau ersetzt wurde. Dieser wurde in den 1830er-Jahren durch ein neu errichtetes Pfarrhaus neben der ehemaligen Schule ersetzt. Ab 1888 diente ein an der Eisenbahnstrecke liegendes Wohnhaus, das die Kirchengemeinde geerbt hatte, als Pfarrhaus. 1920 wurde dieses Gebäude zugunsten des Wohnhauses Hauptstraße 87/89 (erbaut 1870) aufgegeben. 1983 entstand unmittelbar neben der Pfarrkirche ein neues Pfarrhaus.:17

## Orgel
1974 erhielt die Kirchengemeinde eine neue Orgel aus dem Hause Johannes Klais, Bonn (Opus 1504) mit mechanischen Schleifladen. Sie ersetzt eine Multiplexorgel der Firma Seifert aus dem Jahr 1931. Das im neugotischen Stil gehaltene Gehäuse wurde aus der St. Martinskirche in Bad Godesberg-Muffendorf übernommen. Die Orgel hat 16 Register auf zwei Manualen und Pedal mit folgender Disposition:
| I Unterwerk C–g3 |            |       |
| 1.               | Rohrflöte  | 8′    |
| 2.               | Blockflöte | 4′    |
| 3.               | Prinzipal  | 2′    |
| 4.               | Quinte     | 1 ⁄3′ |
| 5.               | Schalmey   | 8′    |
|                  | Tremulant  |       |

| II Hauptwerk C–g3 |                |       |
| 6.                | Prinzipal      | 8′    |
| 7.                | Gedackt        | 8′    |
| 8.                | Oktave         | 4′    |
| 9.                | Spillpfeife    | 4′    |
| 10.               | Sesquialter II | 2 ⁄3′ |
| 11.               | Mixtur IV      | 2′    |

| Pedal C–f1 |               |     |
| 12.        | Subbass       | 16′ |
| 13.        | Prinzipalbass | 8′  |
| 14.        | Gedacktbass   | 8′  |
| 15.        | Oktave        | 4′  |
| 16.        | Fagott        | 16′ |

- Koppeln: II/I, I/P, II/P
- Spielhilfen Freie Kombinationen, Auslöser

## Glocken
Die fünf Glocken richten sich in ihrer Disposition nach den Anfangstönen des Lobliedes auf den heiligen Erzengel Michael „Unüberwindlich starker Held“; ihm ist auch die zweitgrößte Glocke geweiht.
| Nr. | Name                 | Durchmesser (mm) | Masse (kg) | Schlagton (HT-1/16) | Gussjahr | Glockengießer                     |
| 1   | Maria                | 1170             | 1000       | f1 –1               | 1989     | Glockengießerei Mabilon, Saarburg |
| 2   | Michael              | 1040             | 680        | g1 –1               | 1989     | Glockengießerei Mabilon, Saarburg |
| 3   | Sebastian            | 980              | 580        | as1 ±0              | 1989     | Glockengießerei Mabilon, Saarburg |
| 4   | Antonius             | 870              | 400        | b1 –1               | 1989     | Glockengießerei Mabilon, Saarburg |
| 5   | Antonius & Sebastian | 760              | 260        | c2 +1               | 1927     | Petit & Gebr. Edelbrock, Gescher  |